# Fernmeldeturm Solingen
Der Fernmeldeturm Solingen ist ein nicht öffentlich zugänglicher 101 Meter hoher Fernmeldeturm (Typenturm der Bauart FMT 9/84) der Deutschen Funkturm. Er steht an der Schlagbaumer Straße auf einer Höhe von 309 m ü. NN in Solingen-Gräfrath. Der Fernmeldeturm wurde in den 1980er Jahren von der Deutschen Bundespost aus Stahlbeton errichtet. Die vier Hauptplattformen wurden aus Stahl erbaut. Architekt des Fernmeldeturmes war Erwin Heinle und der Ingenieur des Fernmeldeturmes war Fritz Leonhardt. Die beiden waren maßgeblich an der Planung aller Typentürme beteiligt. Der Fernmeldeturm ist nach der Müngstener Brücke das zweithöchste Bauwerk in Solingen und hat vier Plattformen, davon sind drei Antennenplattformen, auf denen mehrere kleine Antennen, Sendeanlagen und Parabolantennen angebracht sind. Über einer weiteren kleinen Plattform am Fernmeldeturm, die unterhalb der vier Hauptplattformen liegt, befinden sich einige Mobilfunkantennen. Unter der Antennenspitze sind vier Yagi-Antennen angebracht.  Der Fernmeldeturm ist eine Kabelkopfstation.

## Frequenzen und Programme

### Analoger Hörfunk (UKW)
| Frequenz (MHz) | Programm  | RDS PS   | RDS PI | Regionalisierung | ERP (kW) | Antennendiagramm rund (ND)/gerichtet (D) | Polarisation horizontal (H)/vertikal (V) |
| -------------- | --------- | -------- | ------ | ---------------- | -------- | ---------------------------------------- | ---------------------------------------- |
| 94,3           | Radio RSG | ___RSG__ | D47D   | −                | 0,2      | D (90–130°)                              | H                                        |

#### Weitere Informationen zum Analogen Hörfunk (UKW)
Für die Nutzung von UKW, werden wahrscheinlich die vier Yagi-Antennen unterhalb der Antennenspitze genutzt. Der exponierte Standort des Fernmeldeturms in der Nähe des Stadtzentrums und die zwischen den Grundnetzsendern Münster (94,1 MHz WDR 2 M) und Roermond (94,5 MHz RADIO4NL) gut geschützte Frequenz ermöglichten eine sehr gute Reichweite, sodass Radio RSG in der gesamten nördlichen Kölner Bucht gut zu empfangen war. Die 94,3 erzielte dadurch eine deutlich bessere Reichweite als die beiden aus Remscheid ausgestrahlten RSG-Frequenzen 107,9 und 92,2 MHz, die trotz größerer Antennenhöhe nur im Nahbereich eine optimale Versorgung erreichen. Mit Verlagerung der 500 Watt starken Frequenz 94,2 MHz von Much zum Fernmeldeturm Lohmar-Birk am 7. August 2009, hat die Reichweite der 94,3 nach Süden deutliche Einschränkungen erfahren. Bereits ab Leverkusen interferieren beide Frequenzen miteinander, sodass Radio RSG ab dort nur noch bedingt und weiter südlich nun nicht mehr empfangbar ist.

### Richtfunk
Einige auf dem Turm installierte Parabolantennen deuten darauf hin, dass der Fernmeldeturm dem Richtfunk dient.  

### Mobilfunk
Der Fernmeldeturm wird unter anderem von der Deutschen Telekom für Mobilfunk genutzt. Für den Mobilfunk werden unter anderem die Mobilfunkantennen über der kleinen Plattform, die Unterhalb der vier Hauptplattformen liegt.

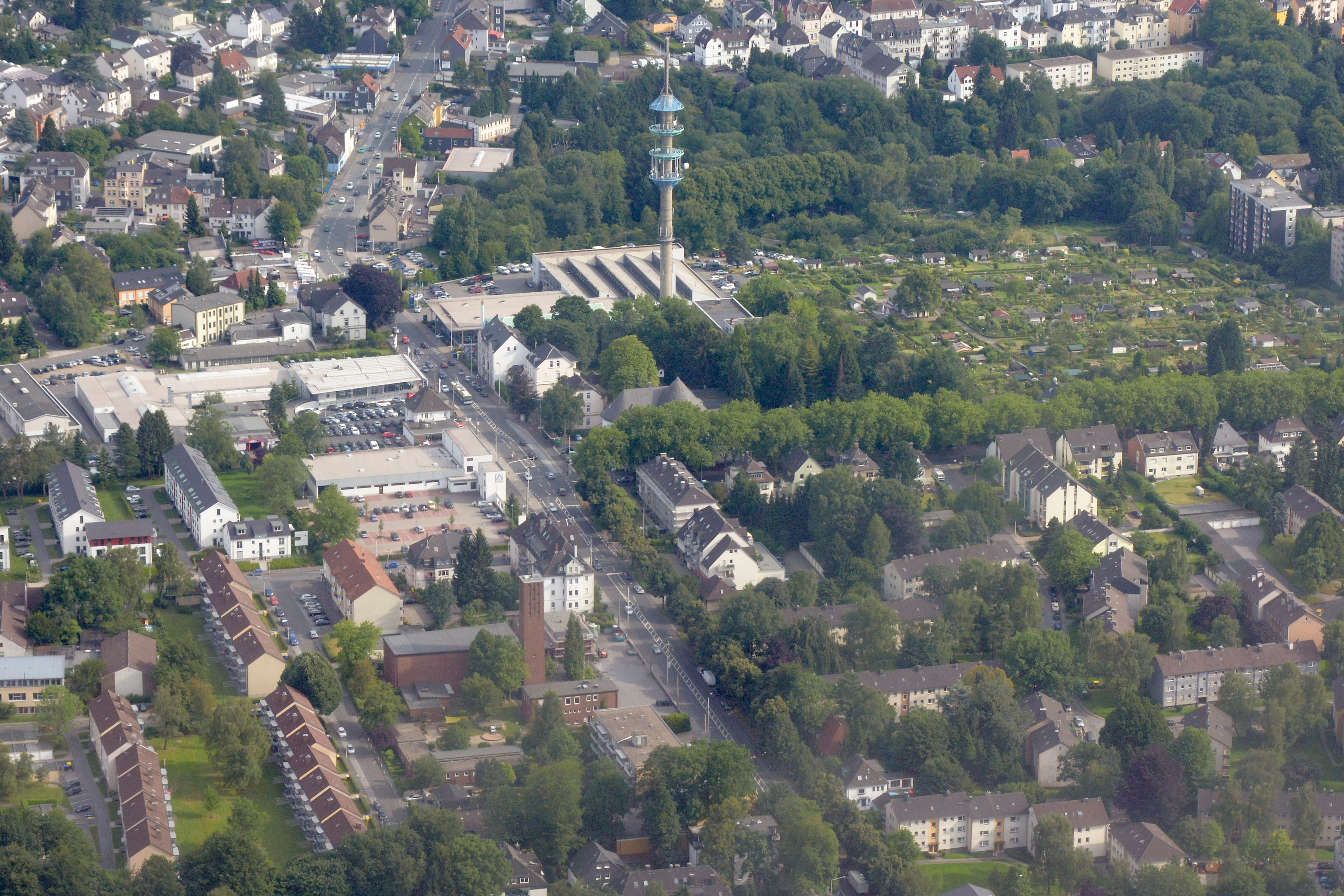
Luftbild Solingen, Fernmeldeturm

## Sonstiges
Der Turm wird im Volksmund Totterturm genannt. Außerdem sind seine Antennenplattformen in auffälligem Blau angestrichen und die oberste der vier Plattformen ist nicht für Antennen ausgelegt. Da der Turm ein Typenturm des Typs FMT 9/84 ist, besitzt er keine Kanzel und keine Betriebsräume.